# Marquess of Carisbrooke

Wappen des Marquess of Carisbrooke

Marquess of Carisbrooke war ein erblicher britischer Adelstitel in der Peerage of the United Kingdom.
Der Titel wurde nach Carisbrooke Castle auf der Isle of Wight benannt.

## Verleihung und nachgeordnete Titel
Der Titel wurde am 7. November 1917 für Sir Alexander Mountbatten geschaffen. Zusammen mit der Marquesswürde wurden ihm die nachgeordneten Titel Earl of Berkhamsted und Viscount Launceston, of Launceston in the County of Cornwall, verliehen. Er war ein Cousin König Georgs V. und war am 14. Juli 1917 infolge der antideutschen Stimmung während des Ersten Weltkrieges dessen Aufforderung gefolgt, hatte auf alle seine deutschen Titel und Anreden als Hoheit und Prinz von Battenberg verzichtet und hatte seinen Familiennamen von Battenberg zu Mountbatten geändert.
Da der Marquess keine männlichen Nachkommen hinterließ, erloschen die Titel bei seinem Tod am 23. Februar 1960.

## Liste der Marquesses of Carisbrooke (1917)
- Alexander Mountbatten, 1. Marquess of Carisbrooke (1886–1960)